# Et le Casanova de Fellini ?
Pour plus de détails, voir Fiche technique et Distribution.
Et le Casanova de Fellini ? (E il Casanova di Fellini?) est un documentaire italien réalisé par Gianfranco Angelucci (de) et Liliana Betti sorti en 1975.

## Synopsis
Cinq acteurs célèbres présentent ce que sera Le Casanova de Fellini, qui reste à tourner, s'ils sont choisis.

## Fiche technique
- Titre original : E il Casanova di Fellini?
- Réalisation : Gianfranco Angelucci (de) et Liliana Betti
- Photographie : Giuseppe Rotunno
- Musique : Nino Rota
- Montage : Maurizio Tedesco
- Décor : Danilo Donati
- Production : Rai Cinema
- Pays d'origine :  Italie
- Langue originale : italien
- Durée: 72 min
- Dates de sortie : 2020

## Production
Ce « film sur le film », qui est en quelque sorte l'inverse d'un making of, est là pour faire patienter le producteur, car la gestation du film est difficile. Fellini s'est en effet engagé auprès de Dino De Laurentiis à réaliser un « Casanova », mais la lecture des mémoires de Casanova l'a prodigieusement agacé, car il trouve le personnage particulièrement imbu de lui-même et son récit ennuyeux, et il n'arrive pas à commencer. Au passage, le film de Gianfranco Angelucci doit aussi servir de casting à Fellini pour le rôle principal.

## Distribution
- Olimpia Carlisi
- Piero Chiara
- Alain Cuny
- Federico Fellini
- Vittorio Gassman
- Roberto Gervaso
- Tonino Guerra
- Luigi Latini De Marchi
- Marcello Mastroianni
- Alberto Sordi
- Ugo Tognazzi